# 龙飞船
，台灣又譯為飛龍號太空船，是一個由SpaceX公司開發的宇宙飞船，是第一款由私人企业开发并发射进入近地轨道并返回地球的宇宙飞船，是首款为国际空间站进行货运补给的私人航天企业宇宙飞船。龙飞船由SpaceX的猎鹰9号运载火箭发射。
第一代龍飛船最後一次於2020年3月7日發射，成功完成SpaceX CRS-20任務，向国际空间站補充物資。這次任務也是SpaceX在第一期商业补给服务合同（CRS）中完成的最後一次發射。自第二期商业补给服务合同（CRS-2）起，SpaceX改以龙飞船2号的載貨型向国际空间站補充物資。
龙飞船2号的首次国际空间站補充物資任務（CRS-21）已於2020年12月順利完成。

## 历史
天龍號太空船是SpaceX於2006年3月3日提交給NASA商業軌道運輸服務方案的一部分。SpaceX的團隊在COTS方案中包括一系列的公司，如MD Robotics，建造移動維修系統的加拿大公司。
2006年8月16日，NASA宣佈SpaceX被選定與Kistler Aerospace共同發展國際空間站貨物服務。該計劃要求SpaceX的天龍號太空船於2008年至2010年之間進行試飛。SpaceX可能獲得高達2.78億美元，但必須符合NASA的里程碑进度。Kistler因未能履行其與NASA的義務，合同於2007年被終止。於是，NASA決定重新授予其合同後的競爭。2008年2月19日，NASA宣佈已選擇軌道科學公司（天鵝座宇宙飛船）作為合作夥件。
NASA於2008年12月23日交付其貨物服務合同SpaceX。合同要求最低透過12航班運送20,000公斤以上的貨物到國際太空站。同時，合同可因應各選項，由16億美元增加至最高31億美元。
美国东部时间2020年11月15日19时27分，天龍號太空船的載人改型（天龍號太空船2号）从肯尼迪太空中心发射升空，本次任务目标是将4名宇航员送往国际太空站。参与这次代号“Crew-1”太空任务的四名宇航员分别是美國國家航空暨太空總署宇航员迈克尔·霍普金斯、维克多·格洛弗、香农·沃克和日本宇宙航空研究开发机构的宇航员野口聪一。这是天龍號太空船首次执行常规商业载人太空任务。

## 設計

阿波罗飞船、猎户座飞船和龙飞船大小对比。

天龍號太空船的外形是一個傳統的鈍錐形彈道膠囊設計，高6.1米，直径3.7米，加压舱段容积11立方米，非加压舱段容积为14立方米。起飞载重为6吨，返回载重为3吨，顶部设计有1.27米的正方形對接口，為俄國對接口的三倍面積，舱内的大型實驗設備得以通過更大的对接口。天龍號太空船装载了18個Draco姿态调整推进器，在兩個推進器失效后仍能正常飛行。
天龍號太空船由獵鷹9號運載火箭發射，并使用国际空间站的太空站遙控系統来抓取天龍號太空船进行对接，這個方法避免了複雜的機載對接系統，如异体同构周边式对接系统（APAS-89）及低冲击对接系统（LIDS）。

## 发射记录

### 第一代龍飛船
| 任務名稱                | 發射日期 (UTC) | 備註                                                                                                | 結果 |
| ----------------------- | -------------- | --------------------------------------------------------------------------------------------------- | ---- |
| SpX-C1                  | 2010年12月8日  | 龙飞船第一次发射，猎鹰9号的第二次发射                                                               | 成功 |
| SpX-C2+                 | 2012年5月22日  | 龙飞船第一次全功能发射, 第一次大气层外返回任务, 第一次向国际空间站的补给任务                        | 成功 |
| SpaceX CRS-1            | 2012年10月8日  | | 成功 |
| SpaceX CRS-2            | 2013年3月1日   | 最后一次使用猎鹰9号1.0版的发射                                                                      | 成功 |
| SpaceX CRS-3            | 2014年4月18日  | | 成功 |
| SpaceX CRS-4            | 2014年9月21日  | | 成功 |
| SpaceX CRS-5            | 2015年1月10日  | | 成功 |
| SpaceX CRS-6            | 2015年4月14日  | | 成功 |
| Dragon 2 Pad Abort Test | 2015年5月6日   | 龙飞船载人型逃逸测试                                                                                | 成功 |
| SpaceX CRS-7            | 2015年6月28日  | 升空到Max Q（最大動壓）不久後發生爆炸                                                               | 失败 |
| SpaceX CRS-8            | 2016年4月9日   | 国际空间站补给任务，獵鷹9號運載火箭完成世界上首次海上回收                                           | 成功 |
| SpaceX CRS-9            | 2016年7月18日  | 成功将NASA对接系统(IDA-2)送至空间站。IDA-2将用于改造ISS对接口，以便商业载人飞船对接。               | 成功 |
| SpaceX CRS-10           | 2017年2月19日  | 原计划2月18日发射，因二级TVC异常取消原计划。首次成功实现一级陆上回收。                              | 成功 |
| SpaceX CRS-11           | 2017年6月3日   | 首次成功重用修复的（并非回收的）龙飞船（来自CRS-4）。一级成功陆上回收。                             | 成功 |
| SpaceX CRS-12           | 2017年8月14日  | 首次使用 Block 4 版的 Falcon 9 火箭。最后一次使用新造的龙飞船（以后全部重用）。                     | 成功 |
| SpaceX CRS-13           | 2017年12月15日 | 2018年1月13日成功载货溅落。首次成功重用回收的龙飞船（来自CRS-11）。                                 | 成功 |
| SpaceX CRS-14           | 2018年4月2日   | | 成功 |
| SpaceX CRS-15           | 2018年6月29日  | | 成功 |
| SpaceX CRS-16           | 2018年12月5日  | | 成功 |
| SpaceX CRS-17           | 2019年5月4日   | | 成功 |
| SpaceX CRS-18           | 2019年7月24日  | | 成功 |
| SpaceX CRS-19           | 2019年12月5日  | | 成功 |
| SpaceX CRS-20           | 2020年3月7日   | 第九次重用，第三個成功重覆發射三次的船艙。這是初代龙飞船最後一次發射，以後的任務改由龙飞船2号進行。 | 成功 |

## 外部連結
- 官方网站
- Crew Transport to ISS (simulation)
- Cargo Delivery to ISS (simulation)